# Liste der Bodendenkmale im Landkreis Uelzen

Landkreis Uelzen in Niedersachsen

In der Liste der Bodendenkmale im Landkreis Uelzen sind die Bodendenkmale im Landkreis Uelzen aufgelistet. Die Quelle ist der Denkmalatlas Niedersachsen. Die Angaben in den einzelnen Listen ersetzen nicht die rechtsverbindliche Auskunft der zuständigen Denkmalschutzbehörde.

## Übersicht
| Bild | Gemeinde                      | Bodendenkmalliste                       | Wappen | Lage | Ortsteile |
| ---- | ----------------------------- | --------------------------------------- | ------ | ---- | --- |
|      | Samtgemeinde Aue              | siehe Ortsteile                         |        |      | - Bodenteich - Lüder - Soltendieck - Wrestedt |
|      | Samtgemeinde Bevensen-Ebstorf | siehe Ortsteile                         |        |      | - Altenmedingen - Bad Bevensen - Barum - Ebstorf - Emmendorf - Hanstedt - Himbergen - Jelmstorf - Natendorf - Römstedt - Schwienau - Weste - Wriedel                                                                            |
|      | Bienenbüttel                  | Liste der Bodendenkmale in Bienenbüttel |        |      | - Bargdorf - Beverbeck - Bornsen - Edendorf - Eitzen I - Grünhagen - Hohenbostel - Hohnstorf - Niendorf - Rieste - Steddorf - Varendorf - Wichmannsburg - Wulfstorf                                                             |
|      | Samtgemeinde Rosche           | siehe Ortsteile                         |        |      | - Oetzen - Rätzlingen - Rosche - Stoetze - Suhlendorf |
|      | Samtgemeinde Suderburg        | siehe Ortsteile                         |        |      | - Eimke - Gerdau - Suderburg |
|      | Uelzen                        | Liste der Bodendenkmale in Uelzen       |        |      | - Groß Liedern - Halligdorf - Hambrock - Hansen - Hanstedt II - Holdenstedt - Kirchweyhe - Klein Süstedt - Masendorf - Mehre - Molzen - Oldenstadt - Riestedt - Ripdorf - Tatern - Uelzen - Veerßen - Westerweyhe - Woltersburg |

Ortsteile in schwarzer Schrift weisen keine Bodendenkmale aus.